# Francisco Trinaldo
Francisco Trinaldo Soares da Rocha (pronunciación en portugués: [fɾɐ̃ˈsisku tɾiˈnawdu]; 24 de agosto de 1978, Amarante, Piauí, Brasil) es un artista marcial mixto brasileño que compite en la división de peso ligero de Ultimate Fighting Championship. Profesional desde 2006, también ha competido para Jungle Fight en su Brasil natal, donde es el antiguo campeón de peso ligero, y fue competidor en The Ultimate Fighter: Brazil.

## Carrera en artes marciales mixtas

### Antecedentes
Comenzó con una carrera amateur, recopilando un récord de 6-1 en artes marciales mixtas. Él es también un tres veces campeón de Kick boxing del Estado de Brasilia, y comenzó a entrenar kick boxing cuando tenía 23 años antes de la transición a las artes marciales mixtas, con un récord de 12-1. Es un excompañero de entrenamiento de Paulo Thiago y Rani Yahya.
Pasa la mayor parte de su tiempo de entrenamiento en el Evolução Thai, donde recibió grandes niveles de bombo y platillo, haciendo que Sherdog.com lo incluyera en agosto de 2010 como su mejor prospecto en MMA.
Se considera que se vio perjudicado por problemas financieros que impidieron su ascenso en el deporte. Procedente de un entorno desfavorecido, Trinaldo tuvo dificultades y se le ha citado diciendo: "A veces no puedo entrenar porque no tengo dinero para tomar un autobús e ir a la academia".
Su apodo procede del personaje del programa de televisión brasileño Casseta & Planeta Urgente interpretado por el cómico brasileño Cláudio Manoel llamado Massaranduba, que tenía su misma actitud pendenciera.

### Carrera temprana
Comenzó su carrera profesional en la promoción Fight Club Tournament, donde ganó su primer combate por decisión unánime. Esto fue seguido por un TKO debido a la parada de la esquina.
Luego luchó dos veces más, asegurando una victoria por sumisión y otra victoria por TKO debido a puñetazos y patadas de fútbol después de 12 segundos.

### Bitetti Combat and Jungle Fight
Su éxito continuó cuando se unió a Bitetti Combat en febrero de 2010. Enfrentándose a Luiz Firmino en Bitetti Combat 6, dominó y ganó el combate por sumisión.
Después, se unió a la promoción Jungle Fight Championship y se enfrentó a otro experimentado oponente, Flavio Alvaro. A finales del segundo asalto, Trinaldo consiguió una victoria por nocaut técnico (TKO) debido a los puñetazos, lo que elevó su récord profesional a 6-0.
Sufrió su primera derrota profesional en septiembre de 2010, a manos del futuro luchador de la UFC Iuri Alcântara, por medio de una sumisión en el segundo asalto.
Después, entró en una racha de cuatro victorias en la promoción Jungle Fight, con triunfos sobre Bruno Lobato, Joao Paulo, Derrick Burnsed y Adriano Martins, y este último le valió el Campeonato de Peso Ligero de Jungle Fight.

### The Ultimate Fighter
En marzo de 2012, apareció como luchador en The Ultimate Fighter: Brazil. Entró en la competición para luchar en el torneo de peso medio. En el combate eliminatorio inicial, derrotó a Charles Maicon por TKO en el primer asalto para entrar en la casa TUF. Luego fue derrotado por Thiago Perpétuo.

### Ultimate Fighting Championship
Compitió en la tarjeta final en vivo que tuvo lugar en UFC 147 el 23 de junio de 2012 en Belo Horizonte, Brasil contra Delson Heleno. Ganó en su debut en la UFC por TKO en el primer asalto. Después del combate expresó su deseo de pelear en 155 que es su peso natural.
Volvió a la división de peso ligero y se enfrentó a Gleison Tibau el 13 de octubre de 2012 en UFC 153. Perdió el combate por decisión unánime.
Derrotó a C.J. Keith el 19 de enero de 2013 en UFC on FX: Belfort vs. Bisping. Ganó el combate por sumisión en el segundo asalto.
Se enfrentó a Mike Rio el 18 de mayo de 2013 en UFC on FX: Belfort vs. Rockhold. Ganó el combate por sumisión en el primer asalto.
Se enfrentó al recién llegado a la promoción Piotr Hallmann el 4 de septiembre de 2013 en UFC Fight Night: Teixeira vs. Bader. Perdió el combate por sumisión en el segundo asalto.
Se enfrentó a Jesse Ronson en UFC Fight Night: Machida vs. Mousasi. Ganó el combate por decisión dividida.
Se enfrentó a Michael Chiesa el 24 de mayo de 2014 en UFC 173. Perdió el combate por decisión unánime.
Se enfrentó a Leandro Silva en UFC Fight Night: Bigfoot vs. Arlovski el 13 de septiembre de 2014. Ganó el combate por decisión unánime.
Se enfrentó a Akbarh Arreola el 21 de marzo de 2015 en UFC Fight Night: Maia vs. LaFlare. Ganó el combate por decisión unánime.
Reemplazó a un lesionado Gilbert Burns y se enfrentó a Norman Parke el 30 de mayo de 2015 en UFC Fight Night: Condit vs. Alves. Ganó el combate por decisión dividida.
Se enfrentó a Chad Laprise el 23 de agosto de 2015 en UFC Fight Night: Holloway vs. Oliveira. Ganó el combate por TKO en el primer asalto, propinando a Laprise su primera derrota en su carrera de MMA.
Se enfrentó a Ross Pearson el 17 de enero de 2016 en UFC Fight Night: Dillashaw vs. Cruz. Ganó el combate por decisión unánime.
Se enfrentó a Yancy Medeiros el 14 de mayo de 2016 en UFC 198. Ganó el combate por decisión unánime. Este combate le valió el premio a la Pelea de la Noche.
Se enfrentó a Paul Felder el 24 de septiembre de 2016 en UFC Fight Night: Cyborg vs. Lansberg. Ganó el combate por TKO en el tercer asalto.
Se enfrentó a Kevin Lee el 11 de marzo de 2017 en UFC Fight Night: Belfort vs. Gastelum. Perdió el combate por sumisión en el segundo asalto.
Se enfrentó a Jim Miller el 28 de octubre de 2017 en UFC Fight Night: Brunson vs. Machida. Ganó el combate por decisión unánime.
Se enfrentó a James Vick el 18 de febrero de 2018 en UFC Fight Night: Cowboy vs. Medeiros. Perdió el combate por decisión unánime.
Se enfrentó a Evan Dunham el 22 de septiembre de 2018 en UFC Fight Night: Santos vs. Anders. Ganó el combate por nocaut en el segundo asalto.
Iba a enfrentarse originalmente a Islam Makhachev el 26 de enero de 2019 en UFC 233, sin embargo, Makhachev se vio obligado a abandonar el combate por razones no reveladas y fue sustituido por Alexander Hernandez. A su vez, Hernandez fue retirado de ese combate en favor de un combate con Donald Cerrone una semana antes en UFC Fight Night: Cejudo vs. Dillashaw. Posteriormente, fue retirado de la cartelera por completo.
Estaba programado para enfrentar a Carlos Diego Ferreira el 11 de mayo de 2019 en UFC 237. Sin embargo, Ferreira se vio obligado a abandonar el combate el día del pesaje al ser considerado no apto desde el punto de vista médico por un problema de corte de peso. En consecuencia, el combate fue cancelado.
Se enfrentó a Alexander Hernandez el 20 de julio de 2019 en UFC on ESPN: dos Anjos vs. Edwards. Perdió el combate por una controvertida decisión unánime, ya que 11 de 13 medios de comunicación puntuaron el combate a favor de Trinaldo.
Se enfrentó a Bobby Green el 16 de noviembre de 2019 en UFC Fight Night: Błachowicz vs. Jacaré. Ganó el combate por decisión unánime.
Se enfrentó a John Makdessi el 14 de marzo de 2020 en UFC Fight Night: Lee vs. Oliveira. Ganó el combate por decisión unánime.
Se enfrentó a Jai Herbert el 26 de julio de 2020 en UFC on ESPN: Whittaker vs. Till. En el pesaje, pesó 160 libras, cuatro libras por encima del límite de peso ligero sin título. Su combate se desarrolló con un peso acordado y se le impuso una multa del 30% de su bolsa, que fue a parar a su oponente Jai Herbert. Ganó el combate por nocaut técnico en el tercer asalto.

#### Sube al peso wélter
Tras perder el peso por primera vez en su carrera en la UFC, subió al peso wélter y se enfrentó a Muslim Salikhov en UFC Fight Night: Rozenstruik vs. Sakai el 5 de junio de 2021. Perdió el combate por decisión unánime.
Se enfrentó a Dwight Grant el 23 de octubre de 2021 en UFC Fight Night: Costa vs. Vettori. Ganó el combate por decisión dividida.
Se enfrentó a Danny Roberts el 7 de mayo de 2022 en UFC 274. Ganó el combate por decisión unánime.

## Campeonatos y logros

### Artes marciales mixtas
- Ultimate Fighting Championship
  - Pelea de la Noche (una vez)  vs. Yancy Medeiros[27]
- Jungle Fight
  - Campeonato de Peso Ligero de Jungle Fight (una vez)

### Kick boxing
- Campeón del Estado de Brasilia de Kick boxing (tres veces)

## Récord en artes marciales mixtas
| Resultado | Récord | Oponente             | Método                                  | Evento                                 | Fecha                    | Ronda | Tiempo | Localización          | Notas                                                                   |
| --------- | ------ | -------------------- | --------------------------------------- | -------------------------------------- | ------------------------ | ----- | ------ | --------------------- | ----------------------------------------------------------------------- |
| Victoria  | 28-8   | Danny Roberts        | Decisión (unánime)                      | UFC 274                                | 7 de mayo de 2022        | 3     | 5:00   | Phoenix, Arizona      |                                                                         |
| Victoria  | 27-8   | Dwight Grant         | Decisión (dividida)                     | UFC Fight Night: Costa vs. Vettori     | 23 de octubre de 2021    | 3     | 5:00   | Las Vegas, Nevada     |                                                                         |
| Derrota   | 26-8   | Muslim Salikhov      | Decisión (unánime)                      | UFC Fight Night: Rozenstruik vs. Sakai | 5 de junio de 2021       | 3     | 5:00   | Las Vegas, Nevada     | Debut en el peso wélter.                                                |
| Victoria  | 26-7   | Jai Herbert          | TKO (puñetazo)                          | UFC on ESPN: Whittaker vs. Till        | 26 de julio de 2020      | 3     | 1:30   | Abu Dhabi             | Combate de peso acordado (160 libras); Trinaldo no cumplió con el peso. |
| Victoria  | 25-7   | John Makdessi        | Decisión (unánime)                      | UFC Fight Night: Lee vs. Oliveira      | 14 de marzo de 2020      | 3     | 5:00   | Brasilia              |                                                                         |
| Victoria  | 24-7   | Bobby Green          | Decisión (unánime)                      | UFC Fight Night: Błachowicz vs. Jacaré | 16 de noviembre de 2019  | 3     | 5:00   | São Paulo             |                                                                         |
| Derrota   | 23-7   | Alexander Hernandez  | Decisión (unánime)                      | UFC on ESPN: dos Anjos vs. Edwards     | 20 de julio de 2019      | 3     | 5:00   | San Antonio, Texas    |                                                                         |
| Victoria  | 23-6   | Evan Dunham          | TKO (rodillazo al cuerpo)               | UFC Fight Night: Santos vs. Anders     | 22 de septiembre de 2018 | 2     | 4:10   | São Paulo             |                                                                         |
| Derrota   | 22-6   | James Vick           | Decisión (unánime)                      | UFC Fight Night: Cowboy vs. Medeiros   | 18 de febrero de 2018    | 3     | 5:00   | Austin, Texas         |                                                                         |
| Victoria  | 22-5   | Jim Miller           | Decisión (unánime)                      | UFC Fight Night: Brunson vs. Machida   | 28 de octubre de 2017    | 3     | 5:00   | São Paulo             |                                                                         |
| Derrota   | 21-5   | Kevin Lee            | Sumisión (estrangulamiento por detrás)  | UFC Fight Night: Belfort vs. Gastelum  | 11 de marzo de 2017      | 2     | 3:12   | Fortaleza             |                                                                         |
| Victoria  | 21-4   | Paul Felder          | TKO (parada médica)                     | UFC Fight Night: Cyborg vs. Lansberg   | 24 de septiembre de 2016 | 3     | 2:25   | Brasilia              |                                                                         |
| Victoria  | 20-4   | Yancy Medeiros       | Decisión (unánime)                      | UFC 198                                | 14 de mayo de 2016       | 3     | 5:00   | Curitiba              | Pelea de la Noche.                                                      |
| Victoria  | 19-4   | Ross Pearson         | Decisión (unánime)                      | UFC Fight Night: Dillashaw vs. Cruz    | 17 de enero de 2016      | 3     | 5:00   | Boston, Massachusetts |                                                                         |
| Victoria  | 18-4   | Chad Laprise         | TKO (puñetazos)                         | UFC Fight Night: Holloway vs. Oliveira | 23 de agosto de 2015     | 1     | 2:43   | Saskatoon             |                                                                         |
| Victoria  | 17-4   | Norman Parke         | Decisión (dividida)                     | UFC Fight Night: Condit vs. Alves      | 30 de mayo de 2015       | 3     | 5:00   | Goiânia               |                                                                         |
| Victoria  | 16-4   | Akbarh Arreola       | Decisión (unánime)                      | UFC Fight Night: Maia vs. LaFlare      | 21 de marzo de 2015      | 3     | 5:00   | Río de Janeiro        |                                                                         |
| Victoria  | 15-4   | Leandro Silva        | Decisión (unánime)                      | UFC Fight Night: Bigfoot vs. Arlovski  | 13 de septiembre de 2014 | 3     | 5:00   | Brasilia              |                                                                         |
| Derrota   | 14-4   | Michael Chiesa       | Decisión (unánime)                      | UFC 173                                | 24 de mayo de 2014       | 3     | 5:00   | Las Vegas, Nevada     |                                                                         |
| Victoria  | 14-3   | Jesse Ronson         | Decisión (dividida)                     | UFC Fight Night: Machida vs. Mousasi   | 15 de febrero de 2014    | 3     | 5:00   | Jaraguá do Sul        |                                                                         |
| Derrota   | 13-3   | Piotr Hallmann       | Sumisión (kimura)                       | UFC Fight Night: Teixeira vs. Bader    | 4 de septiembre de 2013  | 2     | 3:50   | Belo Horizonte        |                                                                         |
| Victoria  | 13-2   | Mike Rio             | Sumisión (estrangulamiento del brazo)   | UFC on FX: Belfort vs. Rockhold        | 18 de mayo de 2013       | 1     | 3:08   | Jaraguá do Sul        |                                                                         |
| Victoria  | 12-2   | C.J. Keith           | Sumisión (estrangulamiento del brazo)   | UFC on FX: Belfort vs. Bisping         | 19 de enero de 2013      | 2     | 1:50   | São Paulo             |                                                                         |
| Derrota   | 11-2   | Gleison Tibau        | Decisión (unánime)                      | UFC 153                                | 13 de octubre de 2012    | 3     | 5:00   | Río de Janeiro        | Regreso al peso ligero.                                                 |
| Victoria  | 11-1   | Delson Heleno        | TKO (puñetazos)                         | UFC 147                                | 23 de junio de 2012      | 1     | 4:21   | Belo Horizonte        | Debut en el peso medio.                                                 |
| Victoria  | 10-1   | Adriano Martins      | Decisión (mayoritaria)                  | Jungle Fight 30                        | 30 de julio de 2011      | 3     | 5:00   | Belém                 | Ganó el Campeonato de Peso Ligero de Jungle Fight.                      |
| Victoria  | 9-1    | Derrick Burnsed      | KO (puñetazo)                           | Jungle Fight 28                        | 21 de mayo de 2011       | 2     | 0:52   | Río de Janeiro        | Ganó el Campeonato Interino de Peso Ligero de Jungle Fight.             |
| Victoria  | 8-1    | João Paulo Rodrigues | Decisión (unánime)                      | Jungle Fight 25                        | 19 de febrero de 2011    | 3     | 5:00   | Vila Velha            |                                                                         |
| Victoria  | 7-1    | Bruno Lobato         | Sumisión (estrangulamiento de anaconda) | Jungle Fight 24                        | 18 de diciembre de 2010  | 1     | 2:24   | Río de Janeiro        |                                                                         |
| Derrota   | 6-1    | Iuri Alcântara       | Sumisión (barra de brazo)               | Jungle Fight 22                        | 18 de septiembre de 2010 | 2     | 2:24   | São Paulo             | Final del Grand Prix de Peso Ligero de Jungle Fight.                    |
| Victoria  | 6-0    | Flavio Alvaro        | TKO (puñetazos)                         | Jungle Fight 20                        | 22 de mayo de 2010       | 2     | 4:01   | São Paulo             | Semifinal del Grand Prix de Peso Ligero de Jungle Fight.                |
| Victoria  | 5-0    | Luiz Firmino         | Sumisión (barra de rodilla)             | Bitetti Combat MMA 6                   | 25 de febrero de 2010    | 1     | 2:03   | Brasilia              |                                                                         |
| Victoria  | 4-0    | Junior Lava          | TKO (puñetazos y patadas de fútbol)     | Norofight 1                            | 8 de agosto de 2009      | 1     | 0:12   | Unaí                  |                                                                         |
| Victoria  | 3-0    | Marcone Bezerra      | Sumisión (estrangulamiento del brazo)   | Hero's The Jungle 2                    | 7 de abril de 2008       | 1     | N/A    | Manaus                | Debut en el peso ligero.                                                |
| Victoria  | 2-0    | Vinicius Dohrer      | TKO (parada médica)                     | Fight Club Tournament 3                | 18 de agosto de 2006     | 2     | N/A    | Taguatinga            |                                                                         |
| Victoria  | 1-0    | Edval Pedroso        | Decisión (unánime)                      | Fight Club Tournament 2                | 13 de mayo de 2006       | 3     | 5:00   | Taguatinga            |                                                                         |